# 3993 Шорм
3993 Шорм (3993 Šorm) — астероїд головного поясу, відкритий 4 листопада 1988 року.
Тіссеранів параметр щодо Юпітера — 3,425.